# Перспектива
Перспектива (на латински: perspectiva, от perspicio – „виждам отвъд“, „виждам ясно“) е графична проекция на обемни обекти върху равнинна повърхност, за да се наподоби начина, по който те се възприемат от човешкото око. В изобразителното изкуство перспектива се нарича начинът, по който даден предмет или композиция от предмети, се изобразяват двуизмерно така, че да бъде създадена илюзия за пространственост.
Основно видовете перспектива биват определяни според гледната точка, към която са съотнасяни. В някои случаи обаче се говори и за „семантична перспектива“, перспектива по смисъл, която не цели толкова визуалния ефект, колкото значението на изобразеното.

## Права (линейна, правилна) перспектива
Това е перспектива, при която размерът на изобразения обект се намалява пропорционално с близостта му към убежната точка (въображаем център в безкрайността) и с отдалечаването му от гледната точка на наблюдателя. По този начин у зрителя се създава илюзията, че наблюдава нещата в естествения им вид, т.е. тази перспектива води до усещането за реалност и триизмерност. Оформянето на правата перспектива като наука се извършва през Ренесанса. Като неин „баща“ често е сочен архитектът Филипо Брунелески. Важна роля в създаването и развитието ѝ играят архитектът Леон Батиста Алберти и художниците Леонардо да Винчи, Албрехт Дюрер, Паоло Учело и Пиеро дела Франческа.
Тази перспектива има множество разновидности, чиито определения са спорни. В англоезичната терминология се среща терминът „Three-point perspective“ (перспектива с три убежни точки, а съществуват още: с две убежни точки и с една убежна точка). Всичко това обаче не е нещо по-различно от понятието права перспектива, а само уточнява нейните разновидности.

## Въздушна перспектива
Въздушната (наричана и атмосферна) перспектива се състои се в предаване с художествени средства на слоя въздух, който отделя зрителя от наблюдаваното. Предметите в предния план се представят в по-ярки цветове. Колкото по-отдалечени са, толкова по-приглушени са тоновете, от които се изграждат. Целта е да се загатне въздушната атмосфера и по този начин да се създаде илюзия за пространство. Способът е използван от Леонардо да Винчи в неговото сфумато, поради което той се смята за един от изобретателите му. След XVII век въздушната перспектива се използва широко в западноевропейското изкуство.

## Обратна перспектива
За разлика от „правата“, обратната перспектива има за условен център гледната точка на зрителя, с отдалечаването си в пространството от тази гледна точка, обектът става не по-малък, а по-голям. Тъй като обратна перспектива в чистия ѝ вид не се среща в изкуството, а има само условен характер, мнозина учени я определят като смислова, или семантична перспектива. Характерна е за иконописта, като ярък пример е иконографският тип „Свети Георги убива змея“, където езерото, от което изпълзява змеят е миниатюрно (в рамките на изобразителното пространство), змеят е по-голям, но основната част от изображението заема конникът Свети Георги, който всъщност е на заден план. Този пример потвърждава семантичността на тази перспектива, тъй като плановете зад конника, още по-отдалечени, са също по-малки.

## Сложна перспектива
Често различните разновидности на правата перспектива, както и принципите на обратната, се комбинират. Тяхното комбиниране дори се превръща в принцип, когато става дума за монументална живопис. Така например при фреските в Сикстинската капела Микеланджело използва похват, при който фигурите, изобразени в горната част на фреската, се по-големи (пропорционално) от тези в по-долните части. Това е направено с цел изобразените фигури да бъдат съразмерни от гледната точка на наблюдаващия.